# São Remígio, Bonn
São Remígio é uma igreja católica e paróquia em Bonn, Alemanha. A construção foi concluída em 1307, em estilo gótico.

## História
A construção da igreja, originalmente concebida como igreja mosteiro, foi iniciada em 1272 pela Ordem Franciscana. Foi concluído e consagrado em 1307, dedicado a Luís de Toulouse. Em 1806 a igreja foi assumida pela freguesia de São Remígio, após a igreja daquela freguesia ter sido atingida por um raio em 1800.
O edifício foi danificado quando Bonn foi sitiado pelas tropas de Brandemburgo em 1689 e foi danificado por um incêndio em 1888. Novamente sofreu danos durante a Segunda Guerra Mundial.
De 1957 a 2007 foi novamente uma igreja mosteiro sob os cuidados dos franciscanos. Em 2006, a freguesia independente de S. Remigius fundiu-se com a freguesia de S. Martinho.

## Associação com Beethoven

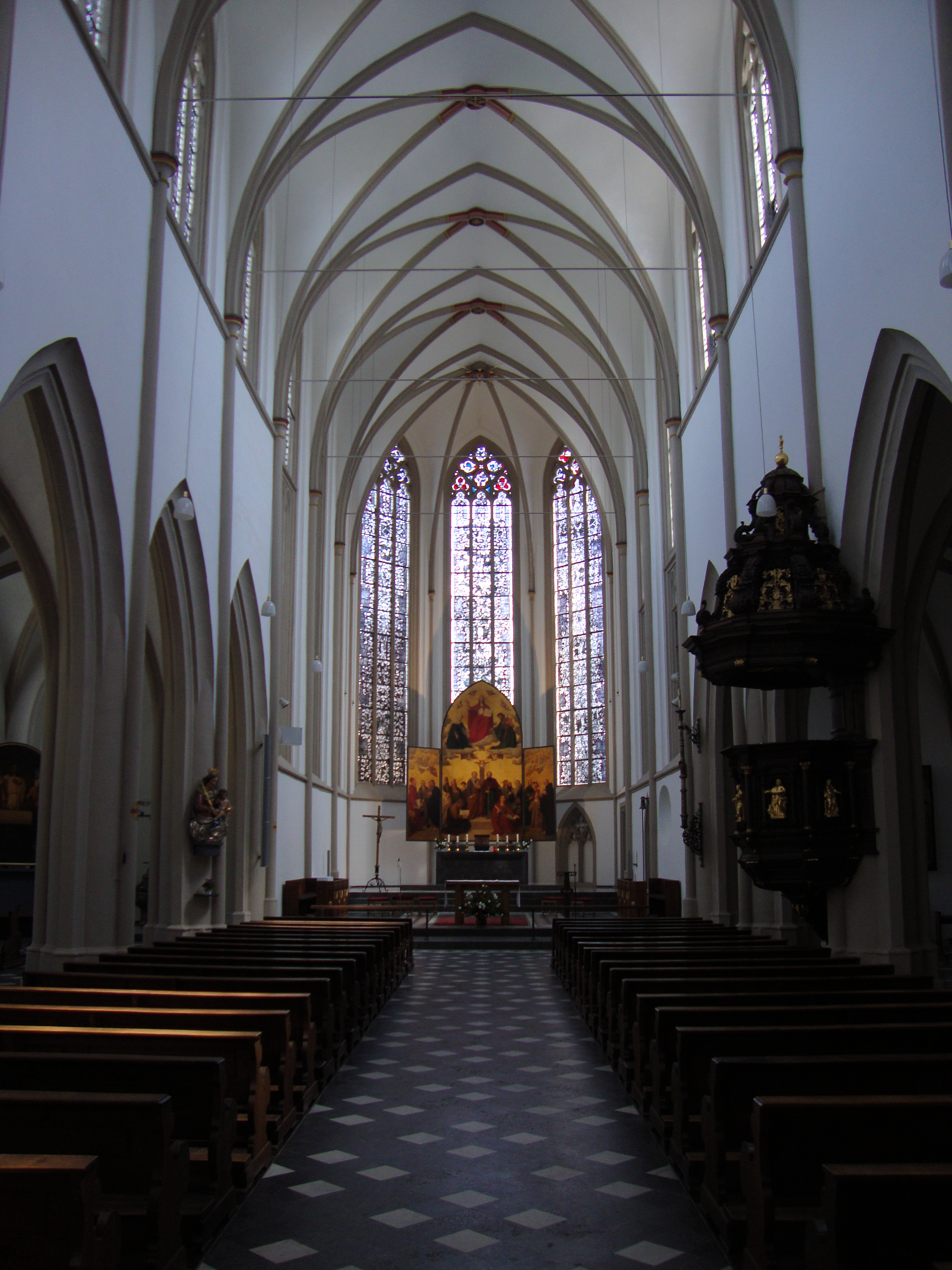
Interior, olhando para o altar

Johann van Beethoven e Maria Magdalena Keverich se casaram na igreja em 12 de novembro de 1767. Seu filho Ludwig van Beethoven foi batizado aqui em 17 de dezembro de 1770.
Naquela época, o órgão barroco da igreja era o maior de Bonn, com 33 registros. Beethoven, de 12 anos, substituiu o organista principal, tocando a Missa matinal na igreja, e foi contratado como organista assistente no ano seguinte.

Durante o bombardeio em 1944, o órgão foi destruído. No entanto, o console do órgão foi substituído durante uma reforma anterior e, em 1905, o antigo console foi doado à Casa Beethoven em Bonn.